# Кампето (Анкона)
Кампето је насеље у Италији у округу Анкона, региону Марке.
Према процени из 2011. у насељу је живело 21 становника. Насеље се налази на надморској висини од 55 м.